# John O'Neill
John O'Neill (Drumgallon, comtat de Monaghan, 1834 - Omaha, Nebraska, 1878) fou un militar i revolucionari irlandès, oficial de l'exèrcit dels Estats Units i dirigent fenià.
El 1848 va emigrar a Nova Jersey i el 1857 va integrar-se en l'exèrcit dels EUA, d'on es retirà el 1866 com a coronel per a ingressar a la Germandat Republicana Irlandesa. Aquell any va comandar els anys 1866 i 1870 dues expedicions al Canadà amb 800 fenians. Fou cap de l'IRB del 1867 al 1870 fins que fou capturat i empresonat, acusat d'instigar l'assassinat de Thomas D'Arcy Mac Gee i pels atacs al Canadà. Quan fou alliberat va marxar a Nebraska, on hi va organitzar grups fenians fins a la seva mort.